# Margot Thien
Margot Thien, née le 29 décembre 1971 à San Diego (Californie), est une pratiquante de natation synchronisée américaine.

## Carrière
Lors des Jeux olympiques de 1996 à Atlanta, Margot Thien est sacrée championne olympique par équipes avec Tammy Cleland, Suzannah Bianco, Heather Pease, Becky Dyroen-Lancer, Nathalie Schneyder, Heather Simmons-Carrasco, Jill Sudduth, Jill Savery et Emily Lesueur,.